# Аполлон-77
«Аполло́н-77» — литературный альманах, изданный в 1977 в Париже Михаилом Шемякиным вместе с некоторыми представителями третьей эмиграции из СССР.
«Аполлон-77», заимствовав название журнала «Аполлон», объединяет авангардистское изобразительное искусство и литературу своего времени. "Коллективный манифест русского художественного «андерграунда». В альманахе на 386 страницах форматом в четверть листа помещены стихи, проза и драматические произведения 55 авторов, среди которых Нина Воронель, Леонид Губанов, Виктор Кривулин, Слава Лен, Эдуард Лимонов, Владимир Марамзин, Всеволод Некрасов, Олег Прокофьев, Генрих Сапгир, Владимир Уфлянд, Игорь Холин, Алексей Цветков, Алексей Хвостенко, а также фотографии, цветные и чёрно-белые репродукции живописи, манифесты и заставки. Иллюстрации, рисунки и фотографии А. Алексеева, М. Шемякина, П. Филонова, А. Брусилова, А.Харитонова, Г. Приходько, О.Григорьева, А. Тышлера, Евг. Ротенберга, А. Ремизова, Б. Свешникова, О. Кандаурова, Ю. Жарких, В. Калинина, И. Кабакова, В. Янкилевского, О. Рабина, И. Тюльпанова, О. Лягачева, Я. Виньковецкого.